# کائوری اینو
کائوری اینو (انگلیسی: Kaori Inoue؛ زادهٔ ۲۱ اکتبر ۱۹۸۲) بازیکن والیبال اهل ژاپن است.